# Primera División 1985 (Chili)
In 1985 werd het 53ste seizoen gespeeld van de Primera División. Cobreloa werd kampioen. Doordat seizoen 1983 uitgelopen was waren de kampioen en vicekampioen van 1984 reeds geplaatst voor de Pre-Libertadores, waardoor nu Universidad Católica en de Rangers zich alsnog voor de Pre-Libertadores plaatsten. 

## Eindstand
| Plaats | Club                    | Wed. | W  | G  | V  | Saldo | Ptn. |
| ------ | ----------------------- | ---- | -- | -- | -- | ----- | ---- |
| 1      | Cobreloa                | 38   | 21 | 10 | 7  | 65:24 | 52   |
| 2      | Everton                 | 38   | 19 | 12 | 7  | 43:33 | 50   |
| 3      | Colo-Colo               | 38   | 19 | 11 | 8  | 58:35 | 49   |
| 4      | Unión Española          | 38   | 18 | 12 | 8  | 56:39 | 48   |
| 5      | Cobresal                | 38   | 18 | 10 | 10 | 66:40 | 46   |
| 6      | Universidad Católica    | 38   | 17 | 11 | 10 | 59:49 | 45   |
| 7      | Palestino               | 38   | 14 | 12 | 12 | 66:56 | 40   |
| 8      | Rangers                 | 38   | 14 | 12 | 12 | 45:41 | 40   |
| 9      | Universidad de Chile    | 38   | 15 | 9  | 14 | 55:55 | 39   |
| 10     | Magallanes              | 38   | 15 | 9  | 14 | 53:58 | 39   |
| 11     | Naval                   | 38   | 12 | 14 | 12 | 51:48 | 38   |
| 12     | Huachipato              | 38   | 12 | 12 | 14 | 33:45 | 36   |
| 13     | Unión La Calera (P)     | 38   | 11 | 13 | 14 | 55:57 | 35   |
| 14     | Audax Italiano          | 38   | 12 | 10 | 16 | 37:44 | 34   |
| 15     | Deportes Iquique        | 38   | 9  | 14 | 15 | 39:50 | 32   |
| 16     | Deportes Concepción (P) | 38   | 10 | 11 | 17 | 34:59 | 31   |
| 17     | Unión San Felipe        | 38   | 8  | 14 | 16 | 30:49 | 30   |
| 18     | San Luis                | 38   | 8  | 12 | 18 | 30:48 | 28   |
| 19     | Deportes Arica          | 38   | 7  | 13 | 18 | 40:58 | 27   |
| 20     | O'Higgins               | 38   | 5  | 11 | 22 | 40:67 | 21   |

|     | Kampioen                             |
|     | Gekwalificeerd voor Pre-Libertadores |
|     | Degradatie                           |
| (P) | Promovendus                          |

### Pre-Libertadores
| Plaats | Club                 | Wed. | W | G | V | Saldo | Ptn. |
| ------ | -------------------- | ---- | - | - | - | ----- | ---- |
| 1      | Universidad Católica | 3    | 2 | 1 | 0 | 5:3   | 5    |
| 2      | Rangers              | 3    | 2 | 0 | 1 | 5:3   | 4    |
| 3      | Everton              | 3    | 1 | 1 | 1 | 5:4   | 3    |
| 4      | Unión Española       | 3    | 0 | 0 | 3 | 2:7   | 0    |

|  | Gekwalificeerd voor Copa Libertadores 1986 |

Play-off 
 Cobresal, dat zich vorig jaar in de Pre-Libertadores plaatste nam het op tegen Cobreloa voor het laatste ticket voor de Copa Libertadores. 
|                 |          |       |          |  |
| 18 januari 1986 | Cobreloa | 0 - 0 | Cobresal |  |
| 18 januari 1986 |          |       |          |  |

|                 |          |       |          |  |
| 22 januari 1986 | Cobresal | 2 - 0 | Cobreloa |  |
| 22 januari 1986 |          |       |          |  |